# Henri-Alexandre Danlos
Henri-Alexandre Danlos (Parigi, 26 marzo 1844 – 12 settembre 1912) è stato un dermatologo francese.

## Biografia
Studiò medicina a Parigi, e durante la prima parte della sua carriera svolse attività di ricerca nel laboratorio di Charles-Adolphe Wurtz (1817-1884). Nel 1881 divenne medico ospedaliero e quattro anni dopo fu nominato chef de service in un ospedale parigino.
Danlos è stato pioniere nell'uso del radio per il trattamento del lupus eritematoso della pelle, e nel 1901 con il fisico Eugène Bloch (1878-1944) fu il primo ad applicare radio sulle lesioni cutanee tubercolari.
Insieme al collega danese Edvard Ehlers (1863-1937), conferisce il nome alla sindrome di Ehlers-Danlos, un gruppo di malattie ereditarie del tessuto connettivo.